# Carlos Lévy
Pour les articles homonymes, voir Lévy.
Carlos Lévy, né le 30 juillet 1949 à Tanger, est un universitaire et historien français spécialiste de littérature et philosophie romaines.
Professeur émérite à l'université Paris-Sorbonne, il est membre de l'Académie des inscriptions et belles-lettres depuis 2021.

## Biographie
Ancien élève de l'École normale supérieure (1970), docteur ès-lettres (Paris IV, 1988) il est spécialiste de philosophie antique, plus précisément hellénistique et romaine, et particulièrement de l'œuvre de Cicéron et de Philon d'Alexandrie,. Il est aussi spécialiste de la réception de la philosophie antique au Moyen Âge, à la Renaissance et à la période contemporaine (chez Michel Foucault notamment).
Il enseigne d'abord à l'université de Paris Val-de-Marne (actuellement l'Université Paris-Est-Créteil-Val-de-Marne), puis à Sorbonne-Université.
En 1995, il crée à Paris XII le Centre d'Études sur la Philosophie Hellénistique et Romaine qui deviendra l'un des centres internationaux de référence pour l'étude de cette période, avec de nombreuses collaborations notamment en Allemagne, au Brésil, en Espagne, en Italie, aux États-Unis.
En 2002, il crée à la Sorbonne, avec Perrine Galand-Hallyn, l'équipe de recherche Rome et ses Renaissances, qui a pour ambition d'élargir le champ d'étude des textes classiques à la question de leur réception au Moyen Âge et à la Renaissance.
La même année il crée le parcours de Licence "Culture antique et monde contemporain" qui attire un public étudiant de plus en plus en plus nombreux et qu'il dirigea jusqu'à son départ à la retraite en 2014.
Élu le 25 juin 2021 comme membre de l'Académie des inscriptions et belles-lettres au fauteuil de Jean-Louis Ferrary,, il est également membre de l'Académie des sciences et des lettres de l'institut lombard (Istituto Lombardo), de l'Association Guillaume-Budé, du conseil d’administration de l’International Society for the History of Rhetoric (2010-2012), du Centro di Studi ciceroniani (Rome, jusqu’en 2013) et membre fondateur de la Société Internationale des Amis de Cicéron (Neuilly-sur-Seine, 2008). Fellow de l'Israel Institute for Advanced Studies (en), il est professeur invité à l'Université de Hambourg.

## Reconnaissances

### Décorations
- Chevalier de l'ordre national du Mérite  (2022)[1],[8].
- Chevalier de l'ordre des Palmes académiques (2024)

### Distinction
- Prix Victor Cousin de l'Académie des sciences morales et politiques (1993)[9].

## Principales publications

### Ouvrages
- Cicero Academicus. Recherches sur les Académiques et sur la philosophie cicéronienne, Rome, Collection de l'École française de Rome, 1992[10].  (ISBN 9782728302543)
- Les philosophies hellénistiques, Paris, Le livre de poche, 1997. (ISBN 2253905372)
- Les scepticismes, Paris, Presses universitaires de France, Coll. Que sais-je ?, 2008[11]. (ISBN 978-2-13-056268-9)
- Devenir dieux. Désir de puissance et rêve d'éternité chez les Anciens, Paris, Les Belles Lettres, Coll. Signets, 2010[12].

### Traductions et éditions critiques
- Présocratiques latins. Héraclite [texte établi, traduit et commenté en collaboration avec Lucia Saudelli], Paris, Les Belles Lettres, 2014[13].
- Cicéron. Des Termes extrêmes des biens et des maux. Tome I: Livres I-II [texte établi, traduit et commenté en collaboration avec Jules Martha], Paris, Les Belles Lettres, 2018[14].  (ISBN 978-2-251-74215-1)

### Direction d'ouvrages
- Philon d'Alexandrie et le langage de la philosophie, actes de colloque, Brepols, Turnhout, 1998
- Études de philosophie ancienne et de phénoménologie (dir. avec Françoise D'Astur), Paris, L’Harmattan, 1999
- Foucault et la philosophie antique (dir. avec Frédéric Gros), Kimé, Paris, 2003
- Argumentation et discours politique, actes de colloque (éd. avec  Simone Bonnafous, Pierre Chiron et Dominique Ducard), PUR, Rennes, 2003
- Vivre pour soi, vivre pour la cité (éd. P. Galand-Hallyn), Paris, PU Paris-Sorbonne, 2006
- Hédonismes : Penser et dire le plaisir dans l'Antiquité et à la Renaissance (éd. avec L. Boulègue), Lille, Presses universitaires du Septentrion, 2007
- A Platonic Pythagoras. Platonism and Pythagoreanism in the Imperial Age (éd. avec M. Bonazzi et C. Steel), Turnhout, Brepols, 2007
- La villa et l'univers familial de l'Antiquité à la Renaissance (éd. avec P. Galand-Hallyn), Paris, PU Paris-Sorbonne, 2008
- Quintilien ancien et moderne (éd. avec Perrine Galand, Fernand Hallyn et Wim Verbaal), Turnhout, ed. Brepols, 2010
- Genèses de l'acte de parole dans le monde grec, romain et médiéval (éd. avec Barbara Cassin), Turnhout, Brepols, 2011
- Scepticisme et religion. Constantes et évolutions, de la philosophie hellénistique à la philosophie médiévale (éd. avec Anne-Isabelle Bouton-Touboulic), Turnhout, Brepols, 2016
- Les présocratiques à Rome (éd. avec Sylvie Franchet d’Espèrey), Paris, PU Paris-Sorbonne, 2018
- Plato Latinus. Aspects de la transmission de Platon en latin (éd. avec Jean-Baptiste Guillaumin), Turnhout, Brepols, 2018